# 孫秉陽
孫秉陽（1533年—？），字夢旭，號斗南，直隸鳳陽府懷遠縣人，民籍，明朝政治人物。

## 生平
隆慶四年（1570年）庚午科應天府鄉試第一百四十六名舉人。隆慶五年（1571年）聯捷辛未科會試第二十六名，三甲第二百八十三名進士。兵部觀政，授登封县知县，萬曆五年（1577年）升南京刑部主事，丁憂歸。十一年复除刑部，告改南京兵部，十四年升武选司郎中，万历十六年（1588年）二月升廣東海南道副使，十九年十二月因涉两广总督刘继文妄杀邀功一案，被革职。

## 家族
曾祖孫聚；祖父孫蘭；父孫立，贈刑部主事。母蕭氏；繼母龔氏。慈侍下。